# Mario Lorca
Germán Mario Lorca Aguilar (Punucapa, 10 de septiembre de 1927-Santiago de Chile, 19 de junio de 2024) fue un actor y director teatral chileno, con una larga y destacada trayectoria, que ostentó entre 1951 y 2024, en teatro, radio, cine y televisión.

## Reseña biográfica

### Nacimiento e infancia
Germán Mario Lorca Aguilar nació el 10 de septiembre de 1927 en la localidad Punucapa, Provincia de Valdivia, en la Región de Los Ríos. A temprana edad su familia se traslada a La Serena, ciudad en la que vivió toda su infancia y juventud. Es allí en donde asiste por primera vez, junto a su familia, a una función teatral en un teatro-carpa, teniendo sus primeros encuentros con el mundo de las tablas. Su madre Doña Rita Aguilar era profesora de la Escuela N°11 La Higuera, El Palqui.

### Comienzos
A los 18 años entró a estudiar Construcción Civil a la universidad, pero tiempo después se retira de esa carrera. Posteriormente ingresó a la carrera de Teatro en la Universidad de Chile, llamado por Agustín Siré. A comienzos de la década de 1950, obtiene un importante rol, debutando en la obra "Fuenteovejuna" de Lope de Vega, realizada en el Teatro Antonio Varas, participando junto a grandes como Roberto Parada y Jorge Lillo. También participó en muchas otras obras del recién creado Teatro Experimental de la Universidad de Chile, entre ellas "Doña Rosita la soltera" y "La remolienda", siendo figura en muchas de las obras de Luis Alberto Heiremans y Germán Luco, entre otros. 
En 1962 debuta en el cine con el film "El cuerpo y la sangre", obra del sacerdote católico Rafael Sánchez. Al poco tiempo participa en filmes de Patricio Kaulen y Helvio Soto. En la película chileno-argentina "Eloy", basada en la obra homónima de Carlos Droguett y dirigida por el realizador boliviano Humberto Ríos, desempeña su mejor papel como actor.
Lorca se destacó no solo por sus habilidades interpretativas sino también por su poderosa presencia escénica y voz profunda con la que remarcaba sus personajes.

### Siguiente etapa
En 1978 abandona la actividad teatral para participar en la televisión, actuando principalmente en la primera teleserie color:  Martín Rivas de 1979, basada en la novela de Alberto Blest Gana y producida por Televisión Nacional de Chile encarnando al celoso Sargento Castaños, además de actuar en la exitosa teleserie La Madrastra de Canal 13 en 1981. Por otro lado, produce el espectáculo "La noche de los Poetas" junto con el actor Humberto Duvauchelle, y recorre Estados Unidos, México y toda Sudamérica. 
En 1985 integra el elenco de la película "Neruda, Isla Negra", film que demora cinco años en poder ser estrenado, y que el mismo Lorca calificaría como “experiencia singular”. En 1990 es llamado por Raúl Ruiz para participar en "La telenovela errante", un film que se finalizó la cineasta Valeria Sarmiento recién en 2017. En 1995 aparece en la película argentina "La nave de los locos", de Ricardo Wullicher. En esa misma época comienza a gestar un proyecto con el que intenta reconstruir la historia del Teatro Experimental de la Universidad de Chile, contado en el documental llamado "Casi sesenta años del Teatro Experimental de la Universidad de Chile" realizado por su hijo, el cineasta Leonardo Lorca, y estrenado en 2007.
En 1992, junto a otros actores, funda la Corporación Teatral de Chile (Cortech).

### Últimos años
En los últimos años ha realizado algunas temporadas de recitales de poesía.
En 2012 se crea el Premio Mario Lorca por la Municipalidad de Monte Patria, IV Región, en honor al reconocido actor que creció en esa comuna.
En junio de 2023, Lorca junto a María Teresa Fricke dramatizaron el texto Fulgor y muerte, de Pablo Neruda, sobre el escenario del Teatro Nacional.

## Cine
| Películas | Películas                                    | Películas        | Películas                                   |                                               |
| Año       | Título                                       | Personaje        | Director                                    | Notas                                         |
| --------- | -------------------------------------------- | ---------------- | ------------------------------------------- | --------------------------------------------- |
| 1962      | El cuerpo y la sangre                        | Papa             | Rafael Sànchez                              |                                               |
| 1964      | Yo tenía un camarada                         |                  | Helvio Soto                                 |                                               |
| 1967      | Largo viaje                                  |                  | Patricio Kaulen                             |                                               |
| 1967      | Érase un niño, un guerrillero, un caballo... |                  | Helvio Soto                                 |                                               |
| 1969      | Eloy                                         |                  | Humberto Ríos                               |                                               |
| 1990      | Farewell, Isla Negra                         |                  | Hernán Garrido                              | Documental                                    |
| 1990-2017 | La telenovela errante                        |                  | Raúl Ruiz Valeria Sarmiento                 | Película filmada en 1990 y finalizada en 2017 |
| 1995      | La nave de los locos                         | Cacique Pilkumán | Ricardo Wullicher                           |                                               |
| 2010      | La Flor de la Higuera de Alberto Blest Gana  |                  | Daniel Rebolledo Parra Alonso Machuca Serey |                                               |
| 2012      | Isidora                                      |                  | Christian Aylwin Nicolás Superby            | Largometraje documental                       |
| 2013      | La cámara ciega                              |                  | Juan Pablo Arias                            |                                               |

## Televisión
- 1970 - Cuarteto para instrumentos de muerte, serie de Televisión Nacional de Chile.
- 1979 - Martín Rivas, serie de Televisión Nacional de Chile.
- 1980 - Tres veces amor, telefilm de Televisión Nacional de Chile.
- 1981 - La madrastra, teleserie de Canal 13.
- 1982 - Alguien por quien vivir, teleserie de Canal 13.
- 1982 - Anakena, serie de Canal 13.
- 1985 - Morir de amor, teleserie de Televisión Nacional de Chile.
- 1997 - Santiago City, teleserie de Megavision.
- 2000 - Gracias a la vida, serie de Televisión Nacional de Chile.
- 2004 - Ídolos, teleserie de Televisión Nacional de Chile.
- 2006 - Disparejas, teleserie de Televisión Nacional de Chile.
- 2007 - Raspando la olla, serie de Televisión Nacional de Chile.
- 2008 - Mea Culpa, serie de Televisión Nacional de Chile. (Participación en el capítulo "El Internado", como el profesor).
- 2010 - El día menos pensado, serie de Televisión Nacional de Chile (Participación en el capítulo 'El perseguidor')
- 2017 - 12 días que estremecieron Chile, serie de Chilevisión.

## Teatro
Entre las principales obras de teatro en que ha participado, destacan:
- La viuda de Apablaza.
- El abanderado.
- La remolienda.
- Los que van quedando en el camino.

## Premios y reconocimientos
- Premio a la Trayectoria (Premio Mario Lorca, 2012).
- Medalla a la Trayectoria por los 75 años del Teatro Experimental de la Universidad de Chile, 2016.